# Litometeory

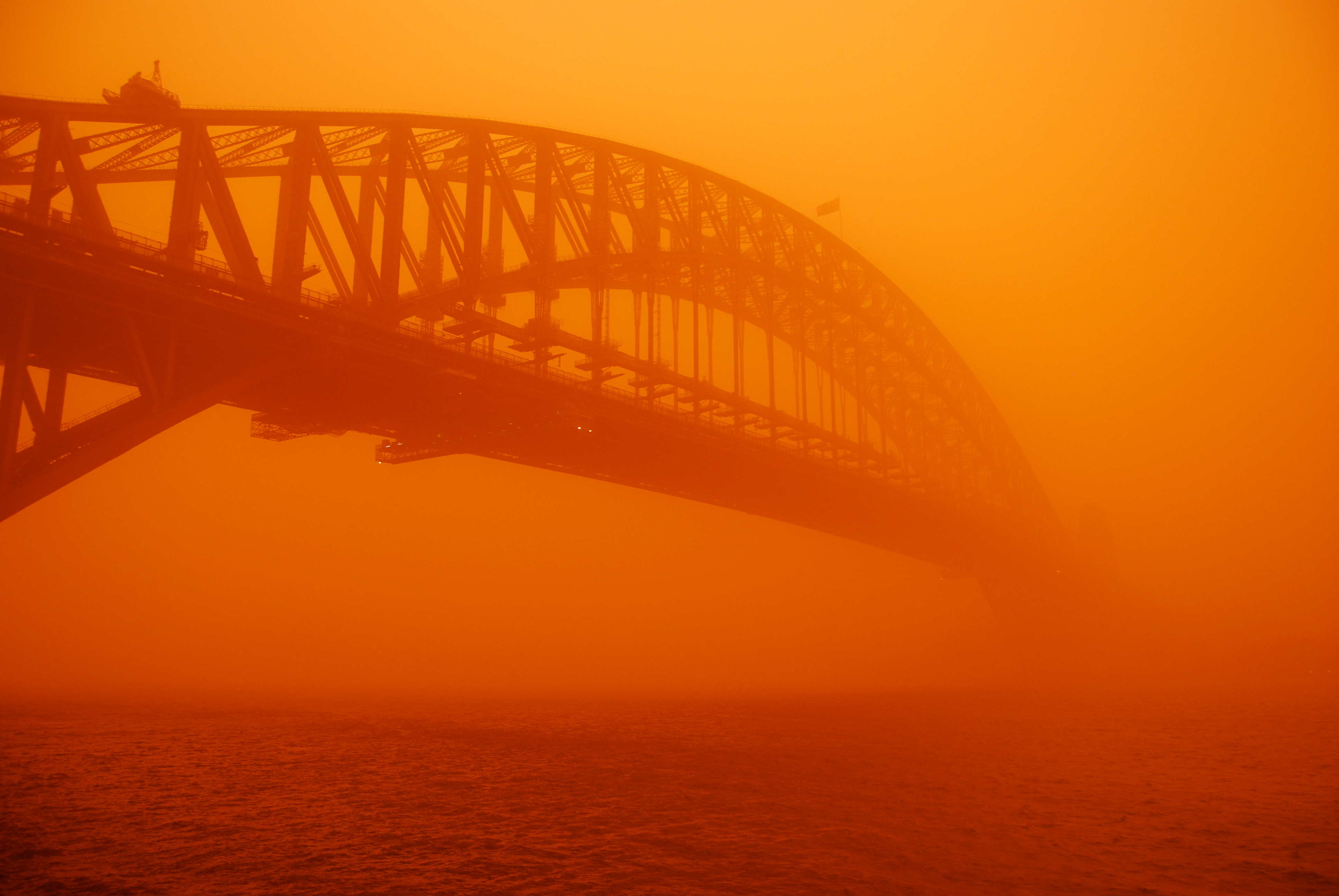
Sydney podczas zamieci pyłowej.

Litometeory – kategoria zjawisk meteorologicznych obejmująca obecność w atmosferze nieuwodnionych cząsteczek w stanie stałym; mogą być pochodzenia naturalnego lub antropogenicznego. Przykładami litometeorów są:
- zmętnienie opalizujące
- zmętnienie pyłowe
- dymy
- zamieć pyłowa lub piaskowa
  - niska
  - wysoka
- wichura pyłowa lub piaskowa
- wir pyłowy lub wir piaskowy